# Svarttjärnen (Ängersjö socken, Hälsingland, 685854-144540)
Svarttjärnen är en sjö i Härjedalens kommun i Hälsingland och ingår i Ljusnans huvudavrinningsområde.